# NGC 6996
NGC 6996 је расејано звездано јато у сазвежђу Лабуд које се налази на NGC листи објеката дубоког неба.
Деклинација објекта је + 45° 28' 24" а ректасцензија 20h 56m 30,0s. Привидна величина (магнитуда) објекта NGC 6996 износи 10,0. NGC 6996 је још познат и под ознакама OCL 197.